# Photoscape
PhotoScape este un program de editare grafică dezvoltat și eliberat de Mooii. Este utilizat de doi ani, având diverse funcții care se dezvoltă continuu. Versiunea 3.1 a adăugat opțiunea Splitter, care împarte o poză în mai multe părți, a adăugat 5 efecte de film cum ar fi Cross Process, Velvia, Provia, Portra și Agfa.

## Versiuni

### Versiunea 3
Prima versiune prezenta funcții precum observator, editor, batch editing, pagină, combinare, animare GIF, tipărire, splitter, color picker, redenumire și convertor RAW. 

### Versiunea 3.1
Această versiune prezintă funcțiile precedentei, precum și unele îmbunătățiri, ca de exemplu: splitter, efecte de film, înfoliere, iconițe din creion și imagini reale, 11 bule de dialog, etc.

### Versiunea 3.3
Au fost adăugate două noi filtre ("Perspectivă" și "Hîrtie de Ziar") și au fost îmbunătățite unele din cele deja existente. A fost adăugată și posibilitatea de a scinda grupuri de fișiere. Această versiune are și traducere în română.

## Funcții

### Observator
Această funcție are rolul prezentării fotografiilor. Acest lucru este posibil prin inspectarea folderelor, prezentate în partea stângă. Totodată, imaginile pot fi observate prin setarea slideshow-ului.

### Editor

#### Schimbarea dimensiunilor pozelor
Câteodată este nevoie ca o anumită imagine să aibă o dimensiune mult mai mică sau, dimpotrivă, mai mare decât imaginea originală. Prin PhotoScape dimensiunile imaginilor se pot modifica prin reducerea pixelilor de la 100 până la 1280 px.
Totodată programul poate altera dimensiunile prin:
- ajustarea lungimii
- ajustarea lățimii
- ajustarea înălțimii

#### Ajustarea culorii și strălucirii
Această funcție modifică strălucirea obiectelor dintr-o anumită imagine și culorile prezente. 
Imaginea poate fi modificată prin 15 metode:
| - contrast enhancement - adâncire - luminare - întunecare - decolorare | - reducerea reflexiei colore - colorizare - color enhance - dilatare - erodare | - curbe de culori - curbe de saturație - curbe ale luminii - white balance - color balance |

#### White balance
|  |

 Unele fotografii sunt obținute în diverse tonuri galbene sau albastre atunci când sunt făcute într-o anumită încăpere sau la întuneric. Pentru a se obține un echilibru al tonurilor se folosește funcția White balance. Aceasta se realizează prin click-stânga pe o anumită porțiune a pozei, urmând confirmarea efectului obținut.

#### Corecția luminii din fundal(backlight correction)
Această funcție luminează obiectele care sunt întunecate. Are două setări:
- Prima este reprezentată de semnul „+”
- A doua este reprezentată de semnul „+/-”

|  |

 În funcție de setări, o fotografie poate fi modificată să pară mult mai luminoasă sau mai profundă din punct de vedere luminos.

#### Cadre
Un cadru reprezintă o estetizare a imaginii prin „înrămarea” ei. Această operație poate fi făcută prin aplicarea unor cadre „reale” sau cadre sub forma unor șabloane.

#### Bule de dialog
Bulele de dialog pot fi introduse într-o poză pentru a exprima o idee, sentiment sau un gând. Acestea pot fi schițate de un text sau chiar de o anumită imagine. Ele variază în forme și culori.

#### Modul mozaic
Acest modul poate fi utilizat pentru mascarea unui obiect a cărui prezență nu este dorită într-o imagine. Este asemănător cu protecția unor persoane sau cenzura utilizată de televiziune.

#### Crop
Această funcție are rolul de evidențiere a unei porțiuni dintr-o poză prin decuparea acesteia. Poate fi executată manual sau cu ajutorul scalei de decupare.

#### Filtre

##### Efecte de film
Versiunea 3.0 avea un singur efect de film, Cinema, însă versiunea 3.1 a avut ca îmbunătățire adaosul a cinci efecte de film: CrossProcess, Velvia, Provia, Portra, Agfa.

### Batch editing
Editare multiplă 

### Pagină
Realizarea unei poze prin îmbinarea mai multor poze într-un cadru

### Combină
Realizarea unei poze prin atașarea mai multor poze vertical sau orizontal 

### Animație GIF
Realizarea unei animații cu ajutorul mai multor poze

### Tipărire
Printare cărți de vizită, poze de pașaport 

### Splitter
Divide o poză în mai multe părți 

### Captură de ecran
Realizează un screenshot și îl salvează

### Color Picker
Caută și alege culori din imagini

### Rename
Schimbă numele imaginii

### Convertor RAW
Convertește fișierele RAW în JPG